# Jiayin
Jiayin är ett härad som lyder under Yichuns stad på prefekturnivå i Heilongjiang-provinsen i nordöstra Kina. Det ligger omkring 420 kilometer nordost om provinshuvudstaden Harbin. 